# بشارت (مملینگ)

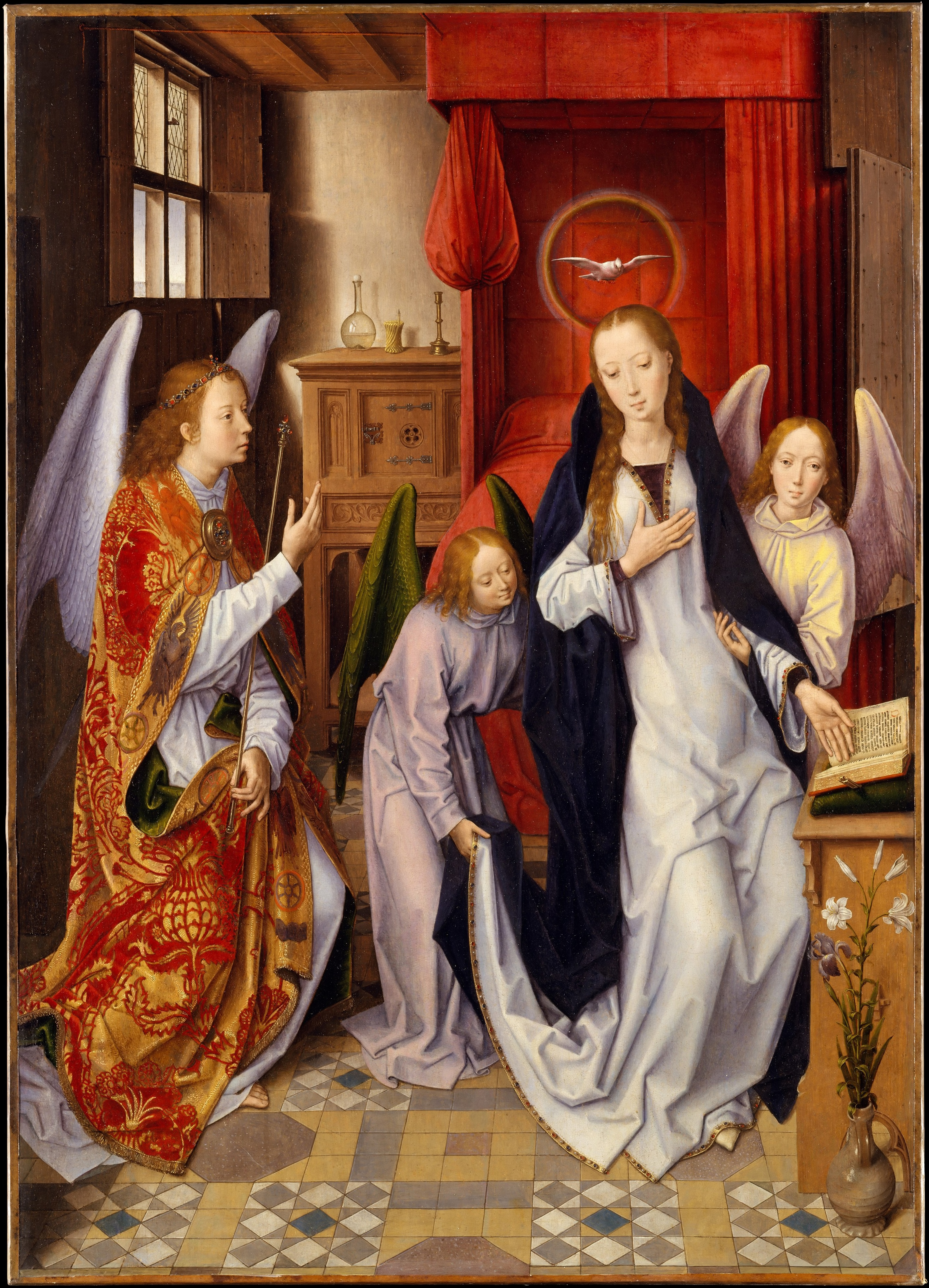
بشارت، ۷۶٫۵ × ۵۴٫۶ سانتی‌متر (۳۰ که در. هانس مملینگ، دهه ۱۴۸۰، رنگ روغن روی تابلو (انتقال به بوم)، موزه متروپولیتن، نیویورک

بشارت یک نقاشی رنگ روغن بر روی بوم اثر نقاش هلندی اواخر قرون وسطی، هانس مملینگ است. این نقاشی مشهور تجسمی از بشارت، اعلان فرشته جبرائیل به مریم مقدس دربارهٔ باردار شدن و مادر عیسی شدن، که در انجیل لوقا (لوقا ۱:۲۶) ذکر شده است، را شرح می‌دهد. این اثر در دهه ۱۴۸۰ اجرا شد و بعد از سال ۱۹۲۸ از پنل بلوطی اصلی خود به بوم منتقل شد؛ اکنون این نقاشی در مجموعه رابرت لمن در موزه متروپولیتن هنر نیویورک نگهداری می‌شود.
این پنل، مریم را در یک محیط خانه‌ای با دو فرشته همراه نشان می‌دهد. جبرئیل لباسهای کلیسایی پوشیده است، در حالی که یک کبوتر بالای سر مریم حلقه زده است که نمایانگر روح‌القدس است. این نقاشی بر مبنای بخش تبشیری نقاشی سانت کلمبا از روخیر فان در ویدن تاریخ حدود ۱۴۵۵ است. به گفته تاریخ‌نگار هنر، مریان اینزورت، این اثر یک «تصویر باورنکردنی و اصیل است که سرشار از مفاهیم برای «بیننده یا عبادت‌کننده» است.»
نمادشناسی این نقاشی بر تمرکز بر پاکی مریم مقدس تمرکز دارد. غم او نشان دهنده مصلوب شدن عیسی است و این پنل نقش وی را به عنوان مادر، عروس و ملکه بهشت برجسته می‌کند. قاب اصلی این نقاشی تا قرن ۱۹ محافظت شده بود و با تاریخی که به سال ۱۴۸۲ ارجاع داده می‌شد، برچسب‌گذاری شده بود؛ اما تاریخ‌نگاران هنری مدرن پیشنهاد داده‌اند که رقم آخر این تاریخ ممکن است ۹ باشد که به معنای سال ۱۴۸۹ خواهد بود. در سال ۱۷۴۷، تاریخ‌نگار هنری گوستاو فریدریش واگن این پنل را یکی از «بهترین و بی‌نظیرترین آثار مملینگ» دانست. در سال ۱۹۰۲، در نمایشگاه اصلی‌های اولیه فلمنکی در بروژ به نمایش گذاشته شد و سپس تمیزکاری و بازسازی شد. فیلیپ لمن، بانکدار، آن را از خانواده رادزیویل در سال ۱۹۲۰ خریداری کرد، احتمالاً از زمان قرن ۱۶ در مجموعه آنها بوده است؛ آنتونی رادزیویل آن را در قرن ۱۹ از یک ملک خانوادگی کشف کرده بود. در آن زمان، نقاشی با یک تیر سوراخ شده بود و نیاز به بازسازی داشت.

## برای مطالعهٔ بیشتر
- موزه هنر متروپولیتن، بشارت مملینگ